# Whoami (Unix)

Comanda UNIX whoami (de la expresia engleză who am I?, cine sunt eu?) tipărește / afișează numele utilizatorului curent. Spre deosebire de variabila de environment numită $USER care conține numele utilizatorului folosit pentru login, whoami tipărește numele utilizatorului efectiv. Astfel, dacă utilizatorul john folosește comanda su pentru a deveni root, whoami tipărește root.
Comanda a fost implementată de Richard Mlynarik și face parte din pachetul GNU coreutils.